# Buccinum striatissimum
Buccinum striatissimum is een slakkensoort uit de familie van de Buccinidae. De wetenschappelijke naam van de soort is voor het eerst geldig gepubliceerd in 1899 door G.B. Sowerby III.